# Christine Hilsum-Beuckens
Christine Hilsum-Beuckens (Enschede, 17 november 1910 – 19 augustus 1997) was een Nederlands journaliste en vertaalster, tevens dichteres.
Ze werd geboren als Hendrika Christina Beuckens in het gezin van postbode Haring Beuckens en Christina Ietswaard. In 1933 huwde ze Maurits Hilsum. De familie trok door het hele land, zoals Bloemendaal,  Delden en Bussum. Gedurende de Tweede Wereldoorlog had het gezin in Delden onderduikers. Maurits Hilsum, zelf Joods, werd in eerste instantie voor deportatie gespaard vanwege het gemengde huwelijk, maar moest later ook onderduiken.
Na de oorlog schreef ze artikelen voor Haagse Post en Vrij Nederland.
Van haar hand verscheen een aantal vertalingen bij Uitgeverij Het Spectrum. Daarbij deed het genre er weinig toe, enkele voorbeelden:
- 1948 en ook in 1989: Zoals het komt, poëzie in grafiek en kalligrafie (eigen werk)
- 1955: vertaling van Hero’s way van Robert Crane naar Stemmen uit het heelal
- 1956: vertaling van My family and other animals van Gerard Durell naar Mijn familie en andere beesten
- 1956: vertaling van Fly for your life van Larry Forrester naar De onsterfelijke piloot
- 1965: In het kamp van de Jappen vertaling van werk van William Alister

Ze heeft ook vertalingen op haar naam staan in de Biggles-serie (Het Biggles News Magazine van oktober 1997 besteedde aandacht aan haar dood) en Karl May, In het land van de Mahdi. Van haar is ook bewaard gebleven een brief naar Karel van het Reve. Haar gedicht Zoals het komt werd getoonzet door componist Harry Mayer, zijn opus 12.
- International Standard Name Identifier: 0000 0003 6912 7205
- Nederlandse Thesaurus van Auteursnamen: 072556072
- Virtual International Authority File: 69943667
- WorldCat: E39PBJkMJcYwQVvyKRjkXH63Qq